# Paranandra laosensis
Paranandra laosensis là một loài bọ cánh cứng trong họ Cerambycidae.